# Can Maranges (la Selva de Mar)
Can Maranges és una casa amb elements renaixentistes dins del nucli antic de la població de la Selva de Mar (l'Alt Empordà), amb la façana principal orientada a la Plaça de la Constitució i la lateral al Carrer de l'Hospital.
Edifici entre mitgeres de planta irregular, format per dos cossos independents units per un pati central de planta rectangular. El cos davanter, orientat a la plaça, és de planta rectangular, presenta la coberta de teula de dues vessants i està distribuït en planta baixa i pis. La façana principal presenta obertures rectangulars bastides amb carreus desbastats de marbre blanc combinat amb vetes fosques. Es té constància escrita que les obertures de Can Maranges pertanyien a l'Antic Hospital de la mateixa població.
A la planta baixa hi ha una portalada renaixentista emmarcada per dues pilastres decorades amb basaments i capitells corintis, que alhora compta amb una llinda plana motllurada gravada amb un relleu central. Aquest està envoltat per una orla decorada amb motius geomètrics, al mig de la qual hi ha una creu patriarcal entre les lletres S i E (referència a Sant Esteve, patró de la vila). Al pis, damunt del portal, hi ha un balcó exempt amb la llosana motllurada, i al seu costat, una finestra de la que destaca l'ampit motllurat. La portalada dona accés a un vestíbul cobert per una gran volta rebaixada arrebossada, des del que s'arriba al pati central, que compta amb un pou. El cos posterior, orientat al Carrer Hospital, consta de dos volums adossats, amb les cobertes de teula de dues aigües i distribuïts en planta baixa i pis. De l'interior de l'edifici destaquen diverses estances cobertes per voltes rebaixades bastides en pedra lligada amb morter, o bé de maons, i decorades amb llunetes. En origen estaven destinades a celler. La construcció davantera està bastida amb pedra desbastada i sense treballar, disposada regularment i lligada amb morter. S'observen les empremtes d'antigues obertures fetes de maons.